# Referendum in Slovacchia del 2003
Il referendum in Slovacchia del 2003 si è tenuto il 16 e il 17 maggio e aveva ad oggetto l'ingresso del Paese nell'Unione europea.
A seguito dell'esito favorevole del referendum, la Slovacchia è divenuta membro dell'Unione europea a decorrere dal 1º maggio 2004.

## Risultati
| Sì              | 2 012 870 | 93,71 |  |  |  |  |  |  |
| No              | 135 031   | 6,29  |  |  |  |  |  |  |
| Totale          | 2 147 901 | 100   |  |  |  |  |  |  |
|                 |           |       |  |  |  |  |  |  |
| Voti non validi | 29 089    | 1,34  |  |  |  |  |  |  |
| Votanti         | 2 176 990 | 52,15 |  |  |  |  |  |  |
| Elettori        | 4 174 097 |       |  |  |  |  |  |  |